# Hiéroglyphe égyptien M19
La pile d'offrandes, en hiéroglyphes égyptiens, est classifiée dans la  section M « Arbres et plantes » de la liste de Gardiner ; cet hiéroglyphe y est noté M19.

## Représentation
Il représente un empilement de pains coniques (hiéroglyphe entre un plant de roseau fleuri (hiéroglyphe M17) et un pilon de foulon (hiéroglyphe U36) formant ainsi une pile d'offrandes. Il est translittéré ˁȝbt.

## Utilisation
| aA · a | A | b | t | M19 | X4 · Z2 | / | M19 | t · X4 |

| aA · a | A | b | t | M19 | X4 · Z2 | / | M19 | t · X4 |

provisions, offrandes »,
| aA · a | b | M19 |

| aA · a | b | M19 |